# Hamburger Sport-Verein 2011-2012
Questa voce raccoglie le informazioni riguardanti lo Hamburger Sport-Verein nelle competizioni ufficiali della stagione 2011-2012.

## Divise e sponsor
Il main sponsor era la compagnia aerea Emirates, attraverso lo slogan Fly Emirates, mentre quello tecnico, fornitore delle tenute da gioco, era Adidas.
|  | Casa | Trasferta |

## Rosa
| N. |                                 | Ruolo | Calciatore        |
| -- | ------------------------------- | ----- | ----------------- |
| 1  | Rep. Ceca (bandiera)            | P     | Jaroslav Drobný   |
| 29 | Germania (bandiera)             | P     | Tom Mickel        |
| 30 | Germania (bandiera)             | P     | Sven Neuhaus      |
| 40 | Germania (bandiera)             | P     | Florian Stritzel  |
| 6  | Germania (bandiera)             | D     | Dennis Aogo       |
| 34 | Bosnia ed Erzegovina (bandiera) | D     | Muhamed Bešić     |
| 32 | Germania (bandiera)             | D     | Florian Brügmann  |
| 5  | Paesi Bassi (bandiera)          | D     | Jeffrey Bruma     |
| 2  | Germania (bandiera)             | D     | Dennis Diekmeier  |
| 7  | Germania (bandiera)             | D     | Marcell Jansen    |
| 26 | Germania (bandiera)             | D     | Robert Labus      |
| 38 | Germania (bandiera)             | D     | Zhi Gin Lam       |
| 3  | Inghilterra (bandiera)          | D     | Michael Mancienne |
| 23 | Serbia (bandiera)               | D     | Slobodan Rajković |
| 33 | Rep. Ceca (bandiera)            | D     | Miroslav Štěpánek |
| 37 | Germania (bandiera)             | D     | Janek Sternberg   |
| 4  | Germania (bandiera)             | D     | Heiko Westermann  |
| 28 | Germania (bandiera)             | C     | Tolgay Arslan     |

| N. |                          | Ruolo | Calciatore           |
| -- | ------------------------ | ----- | -------------------- |
| 35 | Germania (bandiera)      | C     | Hanno Behrens        |
| 27 | Germania (bandiera)      | C     | Sören Bertram        |
| 18 | Paesi Bassi (bandiera)   | C     | Romeo Castelen       |
| 11 | Croazia (bandiera)       | C     | Ivo Iličević         |
| 36 | Filippine (bandiera)     | C     | Kevin Ingreso        |
| 14 | Rep. Ceca (bandiera)     | C     | David Jarolím        |
| 44 | Serbia (bandiera)        | C     | Gojko Kačar          |
| 31 | Ungheria (bandiera)      | C     | Dániel Nagy          |
| 8  | Venezuela (bandiera)     | C     | Tomás Rincón         |
| 22 | Italia (bandiera)        | C     | Jacopo Sala          |
| 25 | Norvegia (bandiera)      | C     | Per Ciljan Skjelbred |
| 42 | Senegal (bandiera)       | C     | Mickaël Tavares      |
| 13 | Germania (bandiera)      | C     | Robert Tesche        |
| 17 | Turchia (bandiera)       | C     | Gökhan Töre          |
| 16 | Svezia (bandiera)        | A     | Marcus Berg          |
| 9  | Perù (bandiera)          | A     | Paolo Guerrero       |
| 10 | Croazia (bandiera)       | A     | Mladen Petrić        |
| 15 | Corea del Sud (bandiera) | A     | Son Heung-min        |

## Organigramma societario
Area tecnica
- Allenatore: Thorsten Fink
- Allenatore in seconda: Frank Heinemann, Patrick Rahmen, Kai-Norman Schulz
- Preparatore dei portieri: Ronny Teuber
- Preparatori atletici: Nikola Vidović

## Risultati

### Bundesliga

#### Girone di andata
| Arbitro: | Brych |

|                               |           |            |
| Großkreutz 17’, 48’ Götze 29’ | Marcatori | 79’ Tesche |

| Arbitro: | Stark |

|                           |           |                         |
| Petrić 25’ (rig.) Son 61’ | Marcatori | 43’ Torun 88’ Mijatović |

| Arbitro: | Weiner |

|                                                     |           |  |
| Buyten 13’ Ribéry 17’ Robben 34’ Gómez 56’ Olić 80’ | Marcatori |  |

| Arbitro: | Meyer |

|                                        |           |                                                 |
| Petrić 11’ (rig.) Rajković 59’ Son 62’ | Marcatori | 21’ Chihi 49’ Novakovič 84’ Clemens 88’ McKenna |

| Arbitro: | Gräfe |

|                  |           |  |
| Pizarro 52’, 78’ | Marcatori |  |

| Arbitro: | Sippel |

|  |           |                |
|  | Marcatori | 65’ De Camargo |

| Arbitro: | Zwayer |

|            |           |                      |
| Harnik 18’ | Marcatori | 51’ Bruma 67’ Tesche |

| Arbitro: | Kircher |

|            |           |                    |
| Petrić 38’ | Marcatori | 13’, 73’ Huntelaar |

| Arbitro: | Aytekin |

|           |           |                      |
| Cissé 46’ | Marcatori | 12’ Son 73’ Iličević |

| Arbitro: | Perl |

|            |           |              |
| Petrić 56’ | Marcatori | 2’ Mandžukić |

| Arbitro: | Schmidt |

|              |           |            |
| Guerrero 65’ | Marcatori | 38’ De Wit |

| Arbitro: | Kircher |

|                        |           |                           |
| Schürrle 5’ Bender 20’ | Marcatori | 33’ Westermann 57’ Jansen |

| Arbitro: | Fritz |

|                         |           |  |
| Guerrero 25’ Jansen 65’ | Marcatori |  |

| Arbitro: | Zwayer |

|                 |           |           |
| Schlaudraff 79’ | Marcatori | 64’ Bruma |

| Arbitro: | Kinhöfer |

|                         |           |  |
| Guerrero 24’ Jansen 62’ | Marcatori |  |

| Magonza 10 dicembre 2011, ore 15:30 CET 16ª giornata | Magonza  | 0 – 0 referto | Amburgo | Coface Arena (34 000 spett.)\| Arbitro: \| Hartmann \| |
| Arbitro:                                             | Hartmann |               |         |                                                        |

| Arbitro: | Welz |

|              |           |           |
| Guerrero 66’ | Marcatori | 62’ Oehrl |

#### Girone di ritorno
| Arbitro: | Stark |

|              |           |                                                                    |
| Guerrero 86’ | Marcatori | 16’ Großkreutz 37’, 83’ Lewandowski 58’, 76’ (rig.) Błaszczykowski |

| Arbitro: | Winkmann |

|             |           |                       |
| Lasogga 81’ | Marcatori | 24’ Jansen 45’ Petrić |

| Arbitro: | Kircher |

|          |           |          |
| Sala 23’ | Marcatori | 71’ Olić |

| Arbitro: | Meyer |

|  |           |              |
|  | Marcatori | 88’ Guerrero |

| Arbitro: | Kinhöfer |

|            |           |                                     |
| Petrić 75’ | Marcatori | 9’ Marin 45’ Trybull 86’ Arnautović |

| Arbitro: | Perl |

|           |           |            |
| Hanke 45’ | Marcatori | 56’ Arslan |

| Arbitro: | Sippel |

|  |           |                                                           |
|  | Marcatori | 23’ Ibišević 31’ (rig.), 47’ (rig.) Kuzmanović 90’ Harnik |

| Arbitro: | Stark |

|                                             |           |           |
| Pukki 5’ Metzelder 26’ Huntelaar 33’ (rig.) | Marcatori | 45’ Kačar |

| Arbitro: | Stieler |

|              |           |                                    |
| Iličević 75’ | Marcatori | 20’ Flum 43’ Caligiuri 72’ Makiadi |

| Arbitro: | Brych |

|                           |           |          |
| Mandžukić 46’ Schäfer 75’ | Marcatori | 47’ Berg |

| Arbitro: | Kinhöfer |

|  |           |            |
|  | Marcatori | 28’ Jansen |

| Arbitro: | Stark |

|                   |           |              |
| Petrić 40’ (rig.) | Marcatori | 55’ Schürrle |

| Arbitro: | Wingenbach |

|                                                                 |           |  |
| Vestergaard 17’ Salihović 25’ (rig.) Johnson 51’ Schipplock 59’ | Marcatori |  |

| Arbitro: | Perl |

|         |           |  |
| Son 12’ | Marcatori |  |

| Arbitro: | Gagelmann |

|            |           |         |
| Didavi 64’ | Marcatori | 59’ Son |

| Amburgo 28 aprile 2012, ore 15:30 CEST 33ª giornata | Amburgo | 0 – 0 referto | Magonza | Imtech Arena (56 537 spett.)\| Arbitro: \| Meyer \| |
| Arbitro:                                            | Meyer   |               |         |                                                     |

| Arbitro: | Gräfe |

|         |           |  |
| Koo 34’ | Marcatori |  |

### Coppa di Germania
| Arbitro: | Gagelmann |

|              |           |                           |
| Ferrulli 34’ | Marcatori | 26’ Westermann 72’ Petrić |

| Arbitro: | Hartmann |

|            |           |                    |
| Kulabas 8’ | Marcatori | 62’ Berg 110’ Aogo |

| Arbitro: | Gagelmann |

|                |           |                  |
| Cacau 23’, 63’ | Marcatori | 54’ (aut.) Kvist |

## Statistiche

### Statistiche di squadra
| Competizione      | Punti | In casa | In casa | In casa | In casa | In casa | In casa | In trasferta | In trasferta | In trasferta | In trasferta | In trasferta | In trasferta | Totale | Totale | Totale | Totale | Totale | Totale | DR  |
| Competizione      | Punti | G       | V       | N       | P       | Gf      | Gs      | G            | V            | N            | P            | Gf           | Gs           | G      | V      | N      | P      | Gf     | Gs     | DR  |
| ----------------- | ----- | ------- | ------- | ------- | ------- | ------- | ------- | ------------ | ------------ | ------------ | ------------ | ------------ | ------------ | ------ | ------ | ------ | ------ | ------ | ------ | --- |
| Bundesliga        | 36    | 17      | 3       | 7       | 7       | 19      | 29      | 17           | 5            | 5            | 7            | 16           | 28           | 34     | 8      | 12     | 14     | 35     | 57     | -22 |
| Coppa di Germania | -     | 0       | 0       | 0       | 0       | 0       | 0       | 3            | 2            | 0            | 1            | 5            | 4            | 3      | 2      | 0      | 1      | 5      | 4      | +1  |
| Totale            | -     | 17      | 3       | 7       | 7       | 19      | 29      | 20           | 7            | 5            | 8            | 21           | 32           | 37     | 10     | 12     | 15     | 40     | 61     | -21 |

### Andamento in campionato
| Giornata  | 1  | 2  | 3  | 4  | 5  | 6  | 7  | 8  | 9  | 10 | 11 | 12 | 13 | 14 | 15 | 16 | 17 | 18 | 19 | 20 | 21 | 22 | 23 | 24 | 25 | 26 | 27 | 28 | 29 | 30 | 31 | 32 | 33 | 34 |
| --------- | -- | -- | -- | -- | -- | -- | -- | -- | -- | -- | -- | -- | -- | -- | -- | -- | -- | -- | -- | -- | -- | -- | -- | -- | -- | -- | -- | -- | -- | -- | -- | -- | -- | -- |
| Luogo     | T  | C  | T  | C  | T  | C  | T  | C  | T  | C  | C  | T  | C  | T  | C  | T  | C  | C  | T  | C  | T  | C  | T  | C  | T  | C  | T  | T  | C  | T  | C  | T  | C  | T  |
| Risultato | P  | N  | P  | P  | P  | P  | V  | P  | V  | N  | N  | N  | V  | N  | V  | N  | N  | P  | V  | N  | V  | P  | N  | P  | P  | P  | P  | V  | N  | P  | V  | N  | N  | P  |
| Posizione | 14 | 16 | 17 | 18 | 18 | 18 | 18 | 18 | 18 | 17 | 16 | 16 | 15 | 15 | 13 | 13 | 13 | 14 | 11 | 12 | 10 | 11 | 12 | 13 | 14 | 14 | 16 | 15 | 14 | 14 | 14 | 14 | 14 | 15 |

Legenda:

Luogo: C = Casa; T = Trasferta. Risultato: V = Vittoria; N = Pareggio; P = Sconfitta.

### Statistiche dei giocatori
| Giocatore     | Bundesliga | Bundesliga | Bundesliga  | Bundesliga | Coppa di Germania | Coppa di Germania | Coppa di Germania | Coppa di Germania | Totale   | Totale | Totale      | Totale     |
| Giocatore     | Presenze   | Reti       | Ammonizioni | Espulsioni | Presenze          | Reti              | Ammonizioni       | Espulsioni        | Presenze | Reti   | Ammonizioni | Espulsioni |
| ------------- | ---------- | ---------- | ----------- | ---------- | ----------------- | ----------------- | ----------------- | ----------------- | -------- | ------ | ----------- | ---------- |
| J. Drobný     | 32         | 0          | 2           | 0          | 3                 | 0                 | 0                 | 0                 | 35       | 0      | 2           | 0          |
| T. Mickel     | -          | -          | -           | -          | -                 | -                 | -                 | -                 | -        | -      | -           | -          |
| S. Neuhaus    | 3          | 0          | 0           | 0          | -                 | -                 | -                 | -                 | 3        | 0      | 0           | 0          |
| F. Stritzel   | -          | -          | -           | -          | -                 | -                 | -                 | -                 | -        | -      | -           | -          |
| D. Aogo       | 30         | 0          | 6           | 0          | 3                 | 1                 | 0                 | 0                 | 33       | 1      | 6           | 0          |
| M. Bešić      | -          | -          | -           | -          | -                 | -                 | -                 | -                 | -        | -      | -           | -          |
| F. Brügmann   | -          | -          | -           | -          | -                 | -                 | -                 | -                 | -        | -      | -           | -          |
| J. Bruma      | 22         | 2          | 2           | 0          | 1                 | 0                 | 0                 | 0                 | 23       | 2      | 2           | 0          |
| D. Diekmeier  | 24         | 0          | 2           | 0          | 3                 | 0                 | 1                 | 0                 | 27       | 0      | 3           | 0          |
| M. Jansen     | 29         | 5          | 2           | 0          | 2                 | 0                 | 0                 | 0                 | 31       | 5      | 2           | 0          |
| R. Labus      | -          | -          | -           | -          | -                 | -                 | -                 | -                 | -        | -      | -           | -          |
| Z. Lam        | 7          | 0          | 0           | 0          | 1                 | 0                 | 0                 | 0                 | 8        | 0      | 0           | 0          |
| M. Mancienne  | 16         | 0          | 4           | 0          | 2                 | 0                 | 0                 | 0                 | 18       | 0      | 4           | 0          |
| S. Rajković   | 16         | 1          | 3           | 1          | 1                 | 0                 | 0                 | 0                 | 17       | 1      | 3           | 1          |
| M. Štěpánek   | -          | -          | -           | -          | -                 | -                 | -                 | -                 | -        | -      | -           | -          |
| J. Sternberg  | -          | -          | -           | -          | -                 | -                 | -                 | -                 | -        | -      | -           | -          |
| H. Westermann | 33         | 1          | 6           | 0          | 3                 | 1                 | 0                 | 0                 | 36       | 2      | 6           | 0          |
| T. Arslan     | 8          | 1          | 2           | 0          | -                 | -                 | -                 | -                 | 8        | 1      | 2           | 0          |
| H. Behrens    | -          | -          | -           | -          | -                 | -                 | -                 | -                 | -        | -      | -           | -          |
| S. Bertram    | -          | -          | -           | -          | -                 | -                 | -                 | -                 | -        | -      | -           | -          |
| R. Castelen   | 2          | 0          | 0           | 0          | -                 | -                 | -                 | -                 | 2        | 0      | 0           | 0          |
| I. Iličević   | 18         | 2          | 3           | 0          | 1                 | 0                 | 0                 | 0                 | 19       | 2      | 3           | 0          |
| K. Ingreso    | -          | -          | -           | -          | -                 | -                 | -                 | -                 | -        | -      | -           | -          |
| D. Jarolím    | 22         | 0          | 9           | 0          | 2                 | 0                 | 2                 | 0                 | 24       | 0      | 11          | 0          |
| G. Kačar      | 21         | 1          | 5           | 0          | 2                 | 0                 | 0                 | 0                 | 23       | 1      | 5           | 0          |
| D. Nagy       | -          | -          | -           | -          | -                 | -                 | -                 | -                 | -        | -      | -           | -          |
| T. Rincón     | 27         | 0          | 8           | 0          | 2                 | 0                 | 0                 | 0                 | 29       | 0      | 8           | 0          |
| J. Sala       | 13         | 1          | 2           | 0          | -                 | -                 | -                 | -                 | 13       | 1      | 2           | 0          |
| P. Skjelbred  | 8          | 0          | 0           | 0          | 1                 | 0                 | 0                 | 0                 | 9        | 0      | 0           | 0          |
| M. Tavares    | -          | -          | -           | -          | -                 | -                 | -                 | -                 | -        | -      | -           | -          |
| R. Tesche     | 23         | 2          | 2           | 0          | 3                 | 0                 | 0                 | 0                 | 26       | 2      | 2           | 0          |
| G. Töre       | 22         | 0          | 2           | 0          | 2                 | 0                 | 0                 | 0                 | 24       | 0      | 2           | 0          |
| M. Berg       | 13         | 1          | 0           | 0          | 1                 | 1                 | 1                 | 0                 | 14       | 2      | 1           | 0          |
| P. Guerrero   | 23         | 6          | 2           | 1          | 2                 | 0                 | 1                 | 0                 | 25       | 6      | 3           | 1          |
| M. Petrić     | 26         | 7          | 2           | 0          | 2                 | 1                 | 1                 | 0                 | 28       | 8      | 3           | 0          |
| H. Son        | 27         | 5          | 0           | 0          | 3                 | 0                 | 0                 | 0                 | 30       | 5      | 0           | 0          |
| Ä. Ben-Hatira | 1          | 0          | 0           | 0          | -                 | -                 | -                 | -                 | 1        | 0      | 0           | 0          |
| E. Elia       | 4          | 0          | 0           | 0          | 1                 | 0                 | 0                 | 0                 | 5        | 0      | 0           | 0          |